# Franz Eitzinger
Franz Eitzinger (* 26. April 1930 in St. Georgen im Attergau) ist ein ehemaliger oberösterreichischer Politiker (FPÖ) und Gewerkschaftsfunktionär. Eitzinger war von 1985 bis 1991 Abgeordneter zum Oberösterreichischen Landtag.
Eitzinger war als Angestellter der Chemiefaser Lenzing beschäftigt und stieg 1957 zum Betriebsrat auf. 1977 wechselte er zur Nahrungsmittelfabrik Knorr in Wels und übernahm dort 1981 die Funktion des Betriebsratsobmanns. In der Folge vertrat er in dieser Funktion im Aufsichtsrat die Interessen der Arbeitnehmer.
Politisch engagierte sich Eitzinger ab 1965 als Bezirksgeschäftsführer der FPÖ-Vöcklabruck und übernahm 1976 die Funktion des Kammerrats in der Arbeiterkammer Oberösterreich. Zudem war er Landesarbeitnehmerreferent der FPÖ. Eitzinger war Mitglied der FPÖ-Bundesparteileitung sowie Mitglied des FPÖ-Landesparteivorstandes Oberösterreichs und Mitglied im FPÖ-Bundesparteivorstand. Zudem gehörte er der Landesleitung Oberösterreich der Gewerkschaft der Privatangestellten an. Die FPÖ vertrat Eitzinger zwischen dem 28. Oktober 1985 und dem 31. August 1991 im Oberösterreichischen Landtag, wobei er am 12. Juni 1990 aus der FPÖ austrat und als Wilder Abgeordneter tätig war. 
Eitzinger ist verheiratet und Vater dreier Kinder.

## Auszeichnungen
- 1985: Goldenes Ehrenzeichen für Verdienste um die Republik Österreich